# بير فريش
بير فريش (بالنرويجية: Per Frisch)‏ (و. 1951  م) هو ممثل نرويجي.

## وصلات خارجية
- بير فريش على موقع IMDb (الإنجليزية)
- بير فريش على موقع ألو سيني (الفرنسية)
- بير فريش على موقع أول موفي (الإنجليزية)
- بير فريش على موقع قاعدة بيانات الأفلام السويدية (السويدية)
- بير فريش على موقع قاعدة بيانات الفيلم (الإنجليزية)
- بير فريش على موقع كينوبويسك (الروسية)